# Lijst van heren en vrouwen van Bredevoort
Hieronder een chronologisch overzicht van de heren van Bredevoort. De heerlijkheid Bredevoort was tot 1326 een Westfaalse borgmannenstad in het Oversticht Münster. Vanaf 1322 breekt de Strijd om Bredevoort uit tussen Gelre en Münster. In 1326 werd na veel bloedvergieten de vrede getekend, waarbij Bredevoort met bijbehorende kerspelen aan Gelre toekwam. Tussen 1246 is de heerlijkheid in permanent pandschap tot 1526. Vanaf dat jaar komt de heerlijkheid tot de vorming van de Bataafse Republiek onder het bestuur van een drost te staan. Tussen 1612 en 1697 komt Bredevoort weer tijdelijk onder pandschap, ditmaal aan de prins van Oranje. Na 1813 wordt de heerlijkheid opgeheven en komt onder burgerlijk bestuur te staan. De koning der Nederlanden is nog tot op heden (zij het symbolisch): "heer of vrouwe van Bredevoort". 

## Lohn
- 1167 Godschalk II van Loon
- 1190 Gerhard III van Loon

- 1221 Herman van Loon - Ludolf van Steinfurt (Begin tweeherigheid)

## Onder Gelre

- 1246 Otto II van Gelre krijgt Bredevoort opgedragen van Herman van Loon
- 1252 Otto II van Gelre: pandheer Herman van Loon II - Boudewijn van Steinfurt 2e heer
- 1284 Reinoud I van Gelre: pandheer Herman van Loon II - Everhard van Diest (Münster) 2e heer
- 1301 Reinoud I van Gelre: pandheer Herman van Loon II - Engelbert II van Berg
- 1305 Everhard van der Mark-Koenraad I van Berg 2e heer
- 1306 Herman van Loon II sterft in 1316 - Koenraad I van Berg sterft in 1308
- 1316 Lodewijk II van Münster neemt Bredevoort in Reinoud I van Gelre grijpt echter niet in, einde tweeherigheid

## Het Gelderse en Gemense tijdperk

- 1324 Reinald II van Gelre neemt Bredevoort in
- 1326 vrede, Bredevoort wordt definitief Gelders
- 1343 Reinald III van Gelre v/a 1345
- 1361 Eduard van Gelre
- 1371 Reinald III van Gelre
- 1388 Willem III van Gulik → pandheer Hendrik III van Gemen
- 1402 Reinoud IV van Gelre → pandheer Hendrik III van Gemen
- 1423 Arnold van Egmont → pandheer Hendrik III van Gemen
- 1465 Adolf van Egmont → pandheer Hendrik IV van Gemen
- 1471 Arnold van Egmont → pandheer Hendrik IV van Gemen
- 1473 Karel de Stoute → pandheer Hendrik IV van Gemen
- 1477 Maria van Bourgondië met Maximiliaan van Oostenrijk → pandheer Hendrik IV van Gemen
- 1482 Filips de Schone onder regentschap van zijn vader Maximiliaan van Oostenrijk → pandheer Hendrik IV van Gemen sterft in 1492, er is geen erfgenaam; na 158 jaar komt daarmee een einde aan het Gemense tijdperk.

## Het Bentheim-Steinfurtse tijdperk

- 1492 Karel van Gelre → pandheer Everwijn van Steinfurt II: erft van Hendrik IV van Gemen
- 1513 Karel van Gelre → pandheer Arnold van Bentheim-Steinfurt
- 1526 Karel van Gelre → (Karel lost het pandschap af, het Bredevoortse gebied wordt afgescheiden van de heerlijkheid Gemen). Begin Drostentijdperk met de komst van Jacob ten Starte.

## Terug naar Gelre
- 1526 Karel van Gelre → Maarten van Rossum

## Anholtse tijd

- 1538 keizer Karel V → Johan van Isendoorn
- 1555 koning Filips II → Diederik van Bronckhorst-Batenburg
- 1597 Republiek der Zeven Verenigde Nederlanden → Geertruida van Myllendonk

## Staten van Gelre en Zutphen
- 1612 Staten van Gelre → Maurits van Oranje, pandheer
- 1625 Staten van Gelre → Frederik Hendrik van Oranje, pandheer
- 1647 Staten van Gelre → Willem II van Oranje, pandheer
- 1650 Staten van Gelre → Willem III van Oranje, pandheer

## Oranje-Nassau
- 1697 Willem III van Oranje krijgt de heerlijkheid van Gelre.
- 1747 Willem IV van Oranje-Nassau
- 1751 Willem V van Oranje-Nassau

## Franse Tijd

- 1795 Lodewijk Napoleon Bonaparte (Bataafse Republiek)

## Koning der Nederlanden

- 1813 Willem I der Nederlanden in titel.
- 1840 Willem II der Nederlanden in titel
- 1849 Willem III der Nederlanden in titel
- 1890 Wilhelmina der Nederlanden in titel
- 1948 Juliana der Nederlanden in titel
- 1980 Beatrix der Nederlanden in titel
- 2013 Willem-Alexander in titel